# Auricher Wissenschaftstage
Die Auricher Wissenschaftstage – „Forum einer dritten Kultur“ sind eine seit 1990 jährlich stattfindende Vortragsreihe im ostfriesischen Aurich.

## Geschichte
Das Fachgymnasium der Berufsbildenden Schulen II Aurich veranstaltete 1990 in Zusammenarbeit mit dem Forschungszentrum Jülich die ersten Auricher Wissenschaftstage unter dem Motto „Verantwortung in Wissenschaft und Technik“. Seit 1992 findet die Veranstaltung in Kooperation mit dem Gymnasium Ulricianum Aurich statt. Georg Bednorz war 1995 der erste Nobelpreisträger, der als Redner auf den Wissenschaftstagen auftrat. Ihm folgten im Jahr 2006 Heinrich Rohrer und 2017 Bert Sakmann. Etwa 400 Besucher kamen 2012 zu den 22. Wissenschaftstagen, die vom damaligen niedersächsischen Ministerpräsidenten David McAllister eröffnet wurden.

## Konzeption
Zielsetzung ist der offene Dialog zwischen Geistes- und Naturwissenschaften, die sogenannte Dritte Kultur. Eine breite sachkundige Auseinandersetzung mit Wissenschaft, Technik und ihren Folgen erfordere einen überregionalen beziehungsweise internationalen Konsens. Referenten sind Professoren, Wissenschaftler und Nobelpreisträger aus Deutschland.